# Karleby Sogn
Karleby Sogn 
ist eine Kirchspielsgemeinde (dän.: Sogn)
auf der Insel Falster im südlichen Dänemark.
Bis 1970 gehörte sie zur Harde Falsters Sønder Herred im damaligen Maribo Amt, danach zur Stubbekøbing Kommune im Storstrøms Amt, die im Zuge der  Kommunalreform zum 1. Januar 2007 in der Guldborgsund Kommune in der Region Sjælland aufgegangen ist.
Im Kirchspiel leben 229 Einwohner, davon weniger als 200 im Kirchdorf (Stand: 1. Januar 2023).
Im Kirchspiel liegt die Kirche „Karleby Kirke“.
Nachbargemeinden sind im Süden Sønder Alslev Sogn, im Südwesten Sønder Kirkeby Sogn, im Nordwesten Horreby Sogn und im Norden Horbelev Sogn.